# City Gallery Wellington

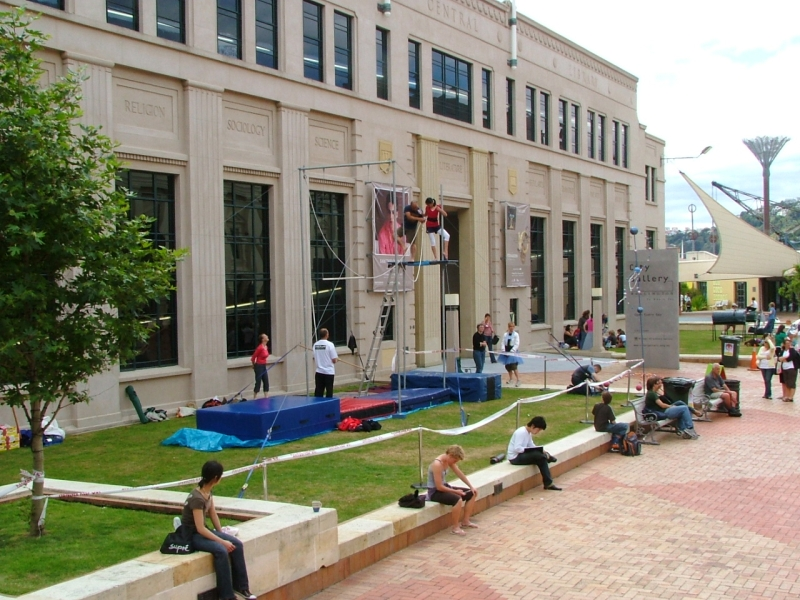
Wejście do galerii. Z lewej strony trapez

City Gallery Wellington – galeria sztuki usytuowana w centrum Wellington. Otwarta w latach 80. XX wieku w innym budynku niż obecnie. Do budynku, w którym galeria mieści się obecnie, zbudowanego w stylu art déco, przeniesiono muzeum w 1993 roku. Fasada galerii została przyozdobiona dekoracją o nazwie "Fault" autorstwa Billa Culberta i Ralpha Hotere (zainstalowana w 1994).
Galeria nie posiada ekspozycji stałej - obrazy ulegają przetasowaniom w ciągu roku (w obrębie stałych, narzuconych przez władze muzeum tematów), muzeum prowadzi intensywny proces wymiany dzieł z muzeami na całym świecie. 
Muzeum jest prowadzone przez spółkę Wellington Museums Trust, której głównym akcjonariuszem jest Wellington City Council. 
Głównymi wystawami tematycznymi są Parihaka: The Art of Passive Resistance, The Exhibition of the Century: Modern Masters (dzieła sprowadzane m.in. z Amsterdamu i Brukseli), Techno Maori―Maori Art in the Digital Age (dzieła bazujące na tradycji kultury maoryskiej) i Prospect: New Art New Zealand (zawierająca dzieła młodych krajowych artystów, zazwyczaj w stylu postmodernizmu, abstrakcjonizmu i New Age).
W 2008 galeria została zamknięta w celu przeprowadzenia gruntownej renowacji wnętrza i została ponownie otwarta we wrześniu 2009.

## Artyści
Od czasu ponownego otwarcia w 1993 muzeum wystawiało dzieła m.in. następujących artystów:
- Tracey Emin
- Keith Haring
- Rosalie Gasgoine
- Frida Kahlo
- Diego Rivera
- Robert Mapplethorpe
- Tracey Moffatt
- Sidney Nolan
- Patricia Piccinini
- Pierre et Gilles
- Bridget Riley
- Sam Taylor Wood
- Salla Tykkä
- Stanley Spencer
- Wim Wenders
- Laurence Aberhart
- Rita Angus
- Shane Cotton
- Tony Fomison
- Bill Hammond
- Ralph Hotere
- Ronnie van Hout
- Melvin Day
- Boyd Webb